# Wereldkampioenschappen baanwielrennen 1970
De wereldkampioenschappen baanwielrennen 1970 werden gehouden van 6 tot en met 12 augustus 1970 in het Britse Leicester. Er stonden elf onderdelen op het programma, drie voor beroepsrenners, zes voor amateurs en twee voor vrouwen.

## Uitslagen

### Beroepsrenners
| Onderdeel     | Goud               | Goud                     | Zilver           | Zilver | Brons            | Brons     |
| ------------- | ------------------ | ------------------------ | ---------------- | ------ | ---------------- | --------- |
| Sprint        | Gordon Johnson     | Australië                | Sante Gaiardoni  | Italië | Leijn Loevesijn  | Nederland |
| Achtervolging | Hugh Porter        | Verenigd Koninkrijk      | Lorenzo Bosisio  | Italië | Charly Grosskost | Frankrijk |
| Stayeren      | Ehrenfried Rudolph | Bondsrepubliek Duitsland | Theo Verschueren | België | Piet de Wit      | Nederland |

### Amateurs
| Onderdeel            | Goud                                                    | Goud                     | Zilver                                                        | Zilver                         | Brons                                                               | Brons             |
| -------------------- | ------------------------------------------------------- | ------------------------ | ------------------------------------------------------------- | ------------------------------ | ------------------------------------------------------------------- | ----------------- |
| 1 kilometer          | Niels Fredborg                                          | Denemarken               | Harry Kent                                                    | Nieuw-Zeeland                  | Anton Tkáč                                                          | Tsjecho-Slowakije |
| Sprint               | Daniel Morelon                                          | Frankrijk                | Peder Pedersen                                                | Denemarken                     | Gérard Quintyn                                                      | Frankrijk         |
| Achtervolging        | Xaver Kurmann                                           | Zwitserland              | Ian Hallam                                                    | Verenigd Koninkrijk            | Viktor Bykov                                                        | Sovjet-Unie       |
| Ploegenachtervolging | Günter Haritz Peter Vonhof Hans Lutz Günther Schumacher | Bondsrepubliek Duitsland | Thomas Huschke Heinz Richter Herbert Richter Manfred Ulbricht | Duitse Democratische Republiek | Stanislav Moskvin Vladimir Kuznetzov Viktor Bykov Vladimir Semenets | Sovjet-Unie       |
| Stayeren             | Cees Stam                                               | Nederland                | Horst Gnas                                                    | Bondsrepubliek Duitsland       | Antonio Cerda                                                       | Spanje            |
| Tandem               | Jürgen Barth Rainer Muller                              | Bondsrepubliek Duitsland | Hans-Jürgen Geschke Werner Otto                               | Duitse Democratische Republiek | Gérard Quintyn Daniel Morelon                                       | Frankrijk         |

### Vrouwen
| Onderdeel     | Goud              | Goud        | Zilver            | Zilver      | Brons            | Brons               |
| ------------- | ----------------- | ----------- | ----------------- | ----------- | ---------------- | ------------------- |
| Sprint        | Galina Tsareva    | Sovjet-Unie | Galina Ermolaeva  | Sovjet-Unie | Valentina Savina | Sovjet-Unie         |
| Achtervolging | Tamara Garkuchina | Sovjet-Unie | Raisa Obodovskaya | Sovjet-Unie | Beryl Burton     | Verenigd Koninkrijk |

### Medaillespiegel
| Plaats | Land                           | Goud | Zilver | Brons | Totaal |
| 1      | Sovjet-Unie                    | 2    | 2      | 3     | 7      |
| 2      | Bondsrepubliek Duitsland       | 3    | 1      | 0     | 4      |
| 3      | Verenigd Koninkrijk            | 1    | 1      | 1     | 3      |
| 4      | Denemarken                     | 1    | 1      | 0     | 2      |
| 5      | Frankrijk                      | 1    | 0      | 3     | 4      |
| 6      | Nederland                      | 1    | 0      | 2     | 3      |
| 7      | Australië                      | 1    | 0      | 0     | 1      |
| 7      | Zwitserland                    | 1    | 0      | 0     | 1      |
| 9      | Duitse Democratische Republiek | 0    | 2      | 0     | 2      |
| 9      | Italië                         | 0    | 2      | 0     | 2      |
| 11     | België                         | 0    | 1      | 0     | 1      |
| 11     | Nieuw-Zeeland                  | 0    | 1      | 0     | 1      |
| 13     | Spanje                         | 0    | 0      | 1     | 1      |
| 13     | Tsjecho-Slowakije              | 0    | 0      | 1     | 1      |
| Totaal | Totaal                         | 11   | 11     | 11    | 33     |